# ラトランド
ラトランド（英: Rutland, [ˈrʌtlənd]、ラトランドシャーとも）は、イギリスのイースト・ミッドランズにある典礼カウンティ。北と西でレスターシャーと、北東でリンカンシャーと、南西でノーサンプトンシャーとそれぞれ隣接する。最大の町はオーカム。
面積は382平方キロメートル、人口は4万人あまり。シティ・オブ・ロンドンに次いで、イングランドで2番目に小さい典礼カウンティである。州内はおおむね農村部で、西部にオーカムとアッピンガムの町がある。州内に町はこのふたつだけである。東部では、ケトン村が最も大きな村である。地方行政上は単一自治体に分類される。州議会のモットーは、ラテン語で「小さいが中身は多い」という意味の Multum in Parvo である。
地理的にはゆるやかな丘陵地帯で、コールド・オバートン・パークにある州の最高地点も標高197メートルに留まる。1970年代、中部に大規模な人造湖であるラトランド湖が造成された。この湖は現在自然保護区に指定され、カモの越冬地やミサゴの繁殖地となっている。州内の古い家屋は主に地元産の石灰岩や鉄鉱石で建てられており、屋根はコリーウェストン・ストーン・スレート葺きや茅葺きとなっている。
先史時代の遺跡は少ないが、ケトンの西で大規模なローマ風のモザイク画や農場跡とみられる発見があったことから、古代ローマには入植がはじまったものと考えられている。5世紀にはアングル人が到来し、マーシア王国の版図となった。独自のカウンティとして最初に記録に現れるのは1179年のことで、ドゥームズデイ・ブックではノッティンガムシャーやノーサンプトンシャーの一部とされていた。中世盛期にはまだ大部分が森林で、狩猟場として使われていた。この伝統は、今日でもコッテスモア・ハントといった狩猟グループの活動などにみられる。1974年にレスターシャーに併合されたが、1997年に一州として再び独立した。
主要産業は農業で、16世紀には羊毛の生産で栄えた。ケトン近くの石灰岩の採石場も重要である。ランガム村では、ラトランド・ビターというエールの地酒がつくられる。
オーカムにはノルマン朝の建造物として知られるオーカム城があり、法廷として利用されている。

## 政治
ラトランド州議会の定数は27で、15の選挙区から議員が選出される。
庶民院の選挙区は、1918年にそれまでのラトランド選挙区が廃止され、リンカンシャーのスタンフォードとともにラトランド・アンド・スタンフォード選挙区となった。1983年にはレスターシャーのメルトンとハーバラの一部を編入し、ラトランド・アンド・メルトン選挙区となったが、2023年の国会議員選挙区定例レビューで再編され、2024年の総選挙から再びラトランド・アンド・スタンフォード選挙区となった。
2024年の総選挙では、保守党のアリシア・ケアンズが得票率47.3パーセントで当選した。

## 人口統計
2021年の国勢調査によると、人口は41,049人で、前回2011年の37,369人から増加した。人口密度は1平方キロメートル当たり108人である。
| 年度 | 人口   |
| ---- | ------ |
| 1831 | 19,380 |
| 1861 | 21,861 |
| 1871 | 22,073 |
| 1881 | 21,434 |
| 1891 | 20,659 |
| 1901 | 19,709 |
| 1991 | 33,228 |
| 2001 | 34,560 |
| 2011 | 37,400 |

2006年、ラトランドはイングランドのカウンティで最も高い出生率を誇ることが報告された。タイン・アンド・ウィアの1.67に対し、ラトランドは2.81であった。
2006年12月、スポーツ・イングランドはラトランドの住民がイングランドで6番目にスポーツや他のフィットネス活動を積極的にしていると明らかにした調査を発行した。人口の27.4パーセントは少くとも週3回30分間スポーツなどを行っている。
2012年、国家統計局は、ラトランドはイギリス本土で"最も幸せなカウンティ"であると発表した。

## 名所・旧跡
- バーンズデール・ガーデンズ（英語版）
- リディントン・ビード・ハウス（英語版）
- ノルマントン・ホール（英語版）
- ラトランド・カウンティ博物館（英語版）
- ラトランド鉄道博物館（英語版）
- ラトランド湖（英語版）
- ステイプルフォード・ミニチュア鉄道（英語版）
- トルソープ・ホール（英語版）